# کاریل چرچیل
کاریل چرچیل (به انگلیسی: Caryl Churchill) نمایشنامه‌نویس انگلیسی است که بیشتر به خاطر سبک غیر ناتورالیستی و موضوعات فمینیستی اش شناخته می‌شود.

## زندگی
کاریل چرچیل در ۳ سپتامبر سال ۱۹۳۸ در لندن انگلستان متولد شد. بعد از جنگ جهانی دوم خانوادهٔ او به مونترال کانادا مهاجرت کردند. او در آنجا وارد مدرسهٔ دخترانهٔ ترافالگار شد. او برای تحصیلات دانشگاهی خود به انگلستان بازگشت و در سال ۱۹۶۰ از دانشکدهٔ لیدی مارگارت هال در آکسفورد لیسانس ادبیات انگلیسی گرفت. او در همان جا بود که کار خود را آغاز کرد و سه نمایشنامه برای اجراهای دانشجویی نوشت: طبقهٔ پایین، مجبور نیستی بترسی و داشتن اوقاتی شگفت انگیز.
او در سال ۱۹۶۱ با دیوید هارتر وکیل ازدواج کرد و صاحب سه فرزند به نام‌های جو، پاول و ریک شد. او هم‌اکنون در ایلسنگتون در لندن شمالی زندگی می‌کند.
او یکی از حامیان کمپین همبستگی فلسطینیان است.

## جوایز
- جایزهٔ اوبیه- ۱۹۸۲
- جایزهٔ اوبیه- ۱۹۸۳
- جایزهٔ جامعهٔ فرجام تئاتر غرب- ۱۹۸۸
- جایزهٔ اوبیه- ۱۹۸۸

## نمایشنامه‌ها
- طبقهٔ پائین- ۱۹۸۸
- داشتن اوقاتی شگفت انگیز- ۱۹۶۰
- مورچه ها- نمایشنامهٔ رادیویی- ۱۹۶۲
- مجنون- نمایشنامهٔ رادیویی- ۱۹۶۹
- بی ثمر- نمایشنامهٔ رادیویی- ۱۹۷۱
- اکسیژن ناناناناناکافی- نمایشنامهٔ رادیویی- ۱۹۷۱
- مالکان- ۱۹۷۲
- بیماری عصبی اسکربر- نمایشنامهٔ رادیویی- ۱۹۷۲
- بیمارستان در دوران انقلاب- ۱۹۷۲
- همسر قاضی- نمایشنامه رادیویی- ۱۹۷۲
- مخالفت‌های جنسی و خشونت- ۱۹۷۵
- درخشش نور در باکینگ همشایر-۱۹۷۶
- تام سرکه ای- ۱۹۷۶
- بار و بنه- ۱۹۷۷
- لطیفهٔ بعد از شام- نمایشنامهٔ تلویزیونی- ۱۹۷۸
- مرغان دریایی- ۱۹۷۹
- ابر شماره نه- ۱۹۷۹
- باز هم سه شب بی خوابی-۱۹۸۰
- دخترکان ممتاز- ۱۹۸۲
- جنایات- درام تلویزیونی- ۱۹۸۲
- مرداب ها- ۱۹۸۳
- پاسبانان دل رحیم- ۱۹۸۴
- یک لقمه از پرندگان- ۱۹۸۶
- پول خطیر- ۱۹۸۷
- بستنی- ۱۹۸۹
- شیربرنج- ۱۹۸۹
- جنگل شیفته- ۱۹۹۰
- زندگی فاسد کنندگان بزرگ- ۱۹۹۱
- شریکر- ۱۹۹۴
- قلب آبی (محزون)- ۱۹۹۷
- هتل- ۱۹۹۷
- این یک صندلی است- ۱۹۹۹
- خیلی دور- ۲۰۰۰
- یک عدد- ۲۰۰۲
- یک نمایش رویایی- ۲۰۰۵
- مستی کامل برای ابراز عشق- ۲۰۰۶
- هفت طفل جهود، نمایشنامه‌ای برای غزه- ۲۰۰۹